# Высочки (Лотошинский район)
Высочки — деревня в Лотошинском районе Московской области России.
Относится к городскому поселению Лотошино, до реформы 2006 года относилась к Михалёвскому сельскому округу. Население — 46 чел. (2010).

## География
Расположена в центральной части городского поселения, примерно в 3 км к юго-западу от районного центра — посёлка городского типа Лотошино, на левом берегу реки Издетели. Соседние населённые пункты — деревни Редькино, Издетель и Старое Лисино. Автобусная остановка на автодороге Р90.

## Исторические сведения
В «Списке населённых мест» 1862 года Высоково (Высочки) — владельческая деревня 2-го стана Волоколамского уезда Московской губернии по левую сторону Старицкого тракта, в 28 верстах от уездного города, при ручье, с 19 дворами и 155 жителями (76 мужчин и 79 женщин).
До 1919 года входила в состав Кульпинской волости. Постановлением НКВД от 19 марта 1919 года была передана в Лотошинскую волость.
По материалам Всесоюзной переписи населения 1926 года являлась центром Высочковского сельсовета, в ней проживало 328 человек (157 мужчин, 171 женщина), насчитывалось 65 хозяйств, имелась школа.
С 1929 года — населённый пункт в составе Лотошинского района Московской области.

## Население
| 1852 | 1859 | 1926 | 2002 | 2006 | 2010 |
| ---- | ---- | ---- | ---- | ---- | ---- |
| 159  | ↘155 | ↗328 | ↘37  | →37  | ↗46  |